# Pokojna Correa
Pokojna Correa (špansko Difunta Correa) je neuradna svetnica (Rimskokatoliška cerkev je ne priznava), ki jo častijo zlasti nižji sloji v Argentini, v manjši meri pa tudi v sosednjem Čilu in Urugvaju. Velja za zaščitnico popotnikov in naj bi bila zmožna reševati življenja.

## Legenda
Okoli leta 1840 so Argentino pretresale državljanske vojne med privrženci unitarne in federativne države. María Antonia Deolinda Correa se je z otrokom odpravila za bolnim možem (znan je le njegov priimek Bustas), ki so ga prisilno mobilizirali gverilci (montoneras) pod poveljstvom Facunda Quiroge. V puščavi današnje province San Juan (na zahodu države) je zaradi pomanjkanja zalog umrla, otrok pa je še naprej sesal mleko iz njenih prsi, dokler ga po nekaj dnevih niso rešili mimoidoči gavči. Novica o tem čudežu se je razširila med ljudmi, ki so pričeli romati na njen grob, kjer je sčasoma nastalo svetišče.

## Svetišče
V kraju Vallecito (okoli 60 km vzhodno od mesta San Juan), kjer so Deolindo pokopali, je vse do začetka 40. let 20. stoletja stal le križ na vrhu hriba. Do danes se je razvil v manjše mesto. Do leta 2005 so verniki v njem postavili 17 kapel, kamor ljudje darujejo različne predmete, od avtomobilskih delov, registrskih tablic do poročnih oblek. Glavno svetišče je na vrhu hriba, kjer se danes nahaja kip mrtve Deolinde v naravni velikosti z obrazom obrnjenim proti nebu in otroka, ki sesa iz ene izmed dojk. 
Romarji obiskujejo Vallecito skozi vse leto, najbolj množično pa ob veliki noči, dnevu vseh duš (2. novembra) in nekaterih pomembnejših neuradnih praznikih voznikov in pastirjev. Ob takšnih dnevih naštejejo tudi do 200.000 romarjev. 
Spočetka pastirji nato pa vozniki tovornjakov so po vsej Argentini postavili več sto obcestnih oltarjev v obliki pomanjšanih hiš ali svetničinih podob, kjer mimoidoči darujejo predvsem steklenice z vodo, da bi pogasili Deolindino večno žejo.